# Industrial Crops and Products
Industrial Crops and Products is een internationaal, aan collegiale toetsing onderworpen wetenschappelijk tijdschrift op het gebied van de
agrarische techniek en
landbouwkunde.
De naam wordt in literatuurverwijzingen meestal afgekort tot Ind. Crop. Prod.
Het wordt uitgegeven door Elsevier.